# Громашовка
Громашо́вка — деревня в Железногорском районе Курской области России. Входит в состав Рышковского сельсовета. 

## География
Расположена в 19 км к югу от Железногорска на левом берегу реки Усожи, при впадении в неё ручья Сварливца. Высота над уровнем моря — 164 м.

## История
Деревня Громашовка упоминается в Отказных книгах Усожского стана Курского уезда с 1662 года.
В 1779 году включена в состав Дмитриевского уезда Курской губернии. В XIX веке Громашовка была владельческой деревней. В 1862 году здесь было 19 дворов, проживали 209 человек (101 мужского пола и 108 женского). Население Громашовки было приписано к Преображенской церкви соседнего села Рышково. 
До 1920-х годов деревня входила в состав Кармановской волости Дмитриевского уезда. В 1924 году Дмитриевский уезд был упразднён, Громашовка вошла в состав Льговского уезда Курской губернии. С 1928 года в составе Михайловского (ныне Железногорского) района. В 1937 году в Громашовке было 113 дворов. Во время Великой Отечественной войны, с октября 1941 года по февраль 1943 года, находилась в зоне немецко-фашистской оккупации. По состоянию на 1955 год в деревне находился центр колхоза «Ударник».

## Население
| 1862 | 1883 | 1905 | 1979 | 2002 | 2010 |
| ---- | ---- | ---- | ---- | ---- | ---- |
| 209  | ↗254 | ↘225 | ↗285 | ↘155 | ↘136 |